# Cacophonie
La cacophonie (substantif féminin), du grec κακοφωνία / kakophōnía, « voix ou son désagréable », de κακός / kakós, « mauvais », et φωνή / phōnḗ, « son, voix ») est une dissonance phonique dans une musique, un texte ou un groupe de mots due à des liaisons difficiles à prononcer, ou à une succession rapide des mêmes sons ou des syllabes accentuées. Elle peut être intentionnelle et ainsi devenir une figure de style à fonction expressive, souvent comique. Son contraire est l'euphonie.
En musique, la cacophonie peut qualifier une œuvre ou un passage musical volontairement dissonant, mais est le plus souvent utilisé pour désigner le résultat de la mauvaise exécution d'une oeuvre par un orchestre insuffisamment préparé ou mal accordé. Par glissement sémantique, ce terme désigne également le brouhaha engendré par des interventions chaotiques de plusieurs locuteurs ne s'écoutant pas.

## Exemples
- Exemple pris dans la langue orale (valeur de faute expressive) :

« Qu’attend-on donc tant ? »

- Exemples de cacophonie en littérature (valeur intentionnelle à visée esthétique) :

« Non, il n’est rien que sa vertu n’honore »

— Voltaire, Nanine, III, 8
- Autre exemple, anonyme cette fois[1] :

« Où, ô Hugo, juchera-t-on ton nom ?

Justice enfin faite que ne t’a-t-on ?

Quand donc au corps qu’académique on nomme

Grimperas-tu de roc en roc, rare homme ? »

## Définition

### Définition linguistique
Le mot de sens proche dissonance s'applique plutôt à de la musique, tandis que la cacophonie s'applique plutôt à des voix, cris ou bruits d'animaux. Elle doit être distinguée d'autres figures souvent aux effets très proches, comme l'assonance et l'allitération ; contrairement à ces dernières, la cacophonie ne cherche pas l'harmonie imitative.
On parle également, par extension, de cacophonie pour évoquer une situation d'incohérence et de mésentente entre des personnes (« la cacophonie de l'assemblée nationale », etc.)

## Figure proche: ladissonance
La dissonance (substantif féminin), du bas latin dissonantia (« disharmonie », « désaccord ») est une figure de style reposant sur une réunion de sons désagréables permettant s'il ne s'agit pas d'une faute involontaire de générer des effets comiques ou de mise en relief. Elle est proche de la cacophonie :

« Ils s'en allèrent les premiers les pompiers, puis s'en furent les sergents de ville »

— Raymond Queneau, Pierrot mon ami
La dissonance est souvent employée pour des cas de désaccords de rythme, de syntaxe ou de ton destinés à mettre en relief des fragments de la phrase visée. L'exemple ci-dessus de Queneau fonde sa spécificité sur une dissonance entre deux classes linguistiques : l'exemple comprend une dislocation et une inversion syntaxique, leur réunion est assez incongrue (dissonance syntaxique). D'autre part le premier segment relève du style parlé le second du style noble (dissonance de style).

## Historique de la notion

### Figures proches
- Figure mère : aucune
- Figure fille :  dissonance
- Synonyme : amphigouri
- Antonyme : euphonie